# Autobiografia jogina
Autobiografia Jogina – autobiografia hinduistycznego guru Paramahansy Joganandy, założyciela Self-Realization Fellowship, wydana po raz pierwszy w 1946 roku. Opisuje przygody autora na drodze duchowej oraz spotkania ze świętymi i cuda których był świadkiem. Zawiera również opisowe fragmenty, na tematy filozoficzno-religijne, z uwypukleniem dialogu międzyreligijnego oraz faktów na temat krijajogi i kultury hinduistycznej.

## Opis fabuły
Paramahansa Jogananda urodził się 5 stycznia 1893 roku, pod imieniem Mukunda Lal Ghosh, w rodzinie bramińskiej. Już jako dziecko był bardzo pobożny i fascynował się religią.
Gdy był chłopcem umarła jego matka. Później miał mistyczną wizję jego ulubionej bogini, która podarowało mu zmaterializowany amulet ze struktury astralnej. Mukunda bardzo cenił sobie ten amulet i zawsze nosił go na szyi.
We wczesnym dzieciństwie doświadczył kolejnego cudu – bilokacji dokonanej przez Swamiego Pranabanandę. To wydarzenie bardzo go zdumiało.
Jakiś czas później, jego fascynacja joginami i medytacją doprowadziło go do próby ucieczki w Himalaje wspólnie ze swoim kolegą. Jednak obydwaj chłopcy zostali złapani i przyprowadzeni do domu.
W okresie swego dzieciństwa i młodości Mukunda spotykał wielu mędrców, świętych i joginów oraz oglądał prezentowane przez nich cuda. Spotkał także wybitnego indyjskiego naukowca – Dźagadiśa Ćandra Bose.
Po jakimś czasie spotkał swego mistrza – Śri Jukteśwara Giri i po trzydziestu dniach (w czasie których odbył ze swoim kolegą cudowną przygodę w Vrindavanie) przybył do jego aśramu i zamieszkał tam.
Później jednak, Jogananda uciekł z aśramu Śri Jukteśwara w poszukiwaniu nowego mistrza. Pragnął, aby jego nowym mistrzem został Ram Gopal Mazumdar. Jogananda odszukał go, jednak ten polecił Joganandzie wrócić do Śri Jukteśwara. Jogananda posłuchał się Ram Gopala Mazumdara.
Książka Joganandy opisuje serię cudów (siddhi) Śri Jukteśwara, których był świadkiem przebywając w aśramie. Z czasów, gdy Jogananda był już guru, pochodzą relacje ze spotkań z innymi świętymi i znanymi osobami, między innymi:
- Teresa Neumann
- Anandamaji Ma
- Mohandas Gandhi
- Rabindranath Tagore
- Sir C. V. Raman – laureat nagrody Nobla
- Luter Burbank – amerykański naukowiec

## „Autobiografia jogina” w popularnej kulturze
Książka była inspiracją dla progresywnej grupy Yes, która w oparciu o fragmenty (i przypisy) „Autobiografii jogina” stworzyła w 1973 płytę Tales from Topographic Oceans.
Zaszyfrowany cytat z Książki na temat Siły Życiowej w Metalu pojawia się w grze komputerowej typu Survival-Horror „Five Nights at Freddy's” wydanej w 2014 roku, autorstwa Scotta Cawthona.

## Polskie wydania
- 2004: Paramahamsa Jogananda: Autobiografia Jogina. Wojciech Szczepkowski (tłum.). Wyd. 1. Stowarzyszenie Krija Jogi, 2004. ISBN 83-914863-2-X. Brak numerów stron w książce
- 2005: Paramahansa Jogananda Autobiografia Jogina, Ravi 2005, ISBN 83-7229-115-2 ,
- 2009: Paramahamsa Jogananda Autobiografia Jogina, Alfaton, Zabrze 2009 (tłumaczenie z pierwszego wydania amerykańskiego z 1946 roku)